# Igor Serrote
Igor Eduardo Schlemper, mais conhecido como Igor Serrote (Balneário Camboriú, 1 de março de 2005), é um futebolista brasileiro que atua como lateral-direito. Atualmente, joga no Al-Jazira.

## Carreira no clube

### Grêmio
Nascido em Balneário Camboriú, no estado de Santa Catarina, Igor ingressou nas categorias de base do Grêmio em 2015, com apenas dez anos de idade. O apelido "Serrote" surgiu por conta de seu corte moicano, que lembrava uma serra.
Assinou seu primeiro contrato profissional com o clube em março de 2021, com duração de três anos. Igor estreou no time principal — e na Série A — em 28 de setembro de 2024, entrando nos minutos finais da partida contra o Botafogo de Futebol e Regatas, fora de casa, substituindo Edenilson.

### Al-Jazira
Em julho de 2025, o Grêmio anunciou a venda de Igor Serrote ao Al-Jazira, dos Emirados Árabes Unidos.

## Carreira internacional
Em outubro de 2024, Igor foi convocado para a seleção brasileira sub-20, mas acabou sendo desconvocado devido a compromissos com o time principal do Grêmio.
Em janeiro de 2025, foi novamente convocado para disputar o Campeonato Sul-Americano de Futebol Sub-20 de 2025, realizado na Venezuela, onde o Brasil sagrou-se campeão da competição.

## Títulos
Grêmio
- Campeonato Gaúcho: 2024[6]

- Recopa Gaúcha 2025[7]

Brasil Sub-20
- Campeonato Sul-Americano Sub-20: 2025[5][8]